# Национальная молдавская партия
Национальная молдавская партия (рум. Partidul Național Moldovenesc) — бывшая политическая партия в Бессарабии.

## История
Национальная молдавская партия была основана в марте 1917 года. В апреле 1917 года были избраны лидеры партии и председатель — В.Строеску. Они смогли сплотить вокруг себя демократически настроенное население и начала реализовать программу, направленную на становление молдавской государственности. Эта партия объявила создание Молдавской автономии в составе Российской Федеративной Республики одной из самых важных целей.
Партия просуществовала не долго, распалась в 1918 году. На смену партии пришла Бессарабская крестьянская партия, основанная в Кишиневе 23 августа 1918 года.

## Известные члены
- Пантелеймон Ерхан
- Думитру Чугуряну
- Пеливан, Ион
- Петру Казаку
- Гибу, Онисифор
- Халиппа, Пантелеймон
- Гурий (Гросу)
- Херца, Владимир
- Владимир Кристи